# Pawel Poluektow
Pawel Andrejewitsch Poluektow (russisch Павел Андреевич Полуэктов; * 20. Januar 1992 in Serow) ist ein kasachisch-russischer Eishockeytorwart, der seit 2016 bei Torpedo Ust-Kamenogorsk aus der Wysschaja Hockey-Liga spielt. 

## Karriere
Pawel Poluektow begann seine Karriere als Eishockeyspieler in seiner Heimatstadt in der Nachwuchsabteilung von Metallurg Serow, für dessen Profimannschaft er in der Saison 2008/09 sein Debüt in der Wysschaja Liga, der zweiten russischen Spielklasse, gab. Die Saison 2009/10 begann der Torwart bei Gornjak Rudny aus der kasachischen Meisterschaft, kam jedoch zu keinem Einsatz für die Mannschaft, ehe er sich für folgenden eineinhalb Jahre dem Ligarivalen HK Beibarys Atyrau anschloss. Mit dem HK Beibarys gewann er als dritter Torwart in der Saison 2010/11 den kasachischen Meistertitel. 
Zur Saison 2011/12 wurde Poluektow von Barys Astana verpflichtet, bei dessen Juniorenmannschaft Sneschnyje Barsy Astana aus der multinationalen Nachwuchsliga Molodjoschnaja Chokkeinaja Liga er auf Anhieb Stammtorwart wurde. Parallel bestritt er zwei Spiele für die zweite Mannschaft von Barys Astana in der kasachischen Meisterschaft. In der Saison 2012/13 kam er zudem zu seinem Debüt für Barys Astana in der Kontinentalen Hockey-Liga. Parallel stand er weiterhin für die zweite Mannschaft des Vereins in der kasachischen Meisterschaft sowie das Juniorenteam in der MHL zwischen den Pfosten. 
Ab November 2013 wurde Poluektow parallel beim Farmteam von Barys aus der kasachischen Eishockeyliga, Nomad Astana, eingesetzt. Während der Saison 2016/17 erhielt er zudem eine Spielberechtigung für das Partnerteam von Barys in der Wysschaja Hockey-Liga, Torpedo Ust-Kamenogorsk. Im Sommer 2017 wurde er dann an Torpedo abgegeben, Barys erhielt im Gegenzug die KHL-Rechte an Sergei Kudrjazew.

### International
Für Kasachstan nahm Poluektow im Juniorenbereich an der U20-Junioren-Weltmeisterschaft der Division I 2012 teil, bei der er zum besten Torwart des Turniers und besten Spieler seiner Mannschaft gewählt wurde. Mit der Herren-Auswahl des Landes spielte er bei der Weltmeisterschaft der Top-Division 2014 und den Weltmeisterschaften der Division I 2013 und 2015, als er in das All-Star-Team des Turniers gewählt wurde und nach dem Polen Przemysław Odrobny die zweitbeste Fangquote des Turniers aufwies. Zudem stand er bei der Olympiaqualifikation für die Spiele 2014 in Sotschi im Kader der Kasachen, wurde aber nicht eingesetzt.

## Erfolge und Auszeichnungen
- 2011 Kasachischer Meister mit dem HK Beibarys Atyrau

### International
- 2012 Bester Torwart der U20-Junioren-Weltmeisterschaft der Division I, Gruppe B
- 2013 Aufstieg in die Top-Division bei der Weltmeisterschaft der Division I, Gruppe A
- 2015 Aufstieg in die Top-Division bei der Weltmeisterschaft der Division I, Gruppe A
- 2015 All-Star-Team der Weltmeisterschaft der Division I, Gruppe A